# アブロ ランカストリアン

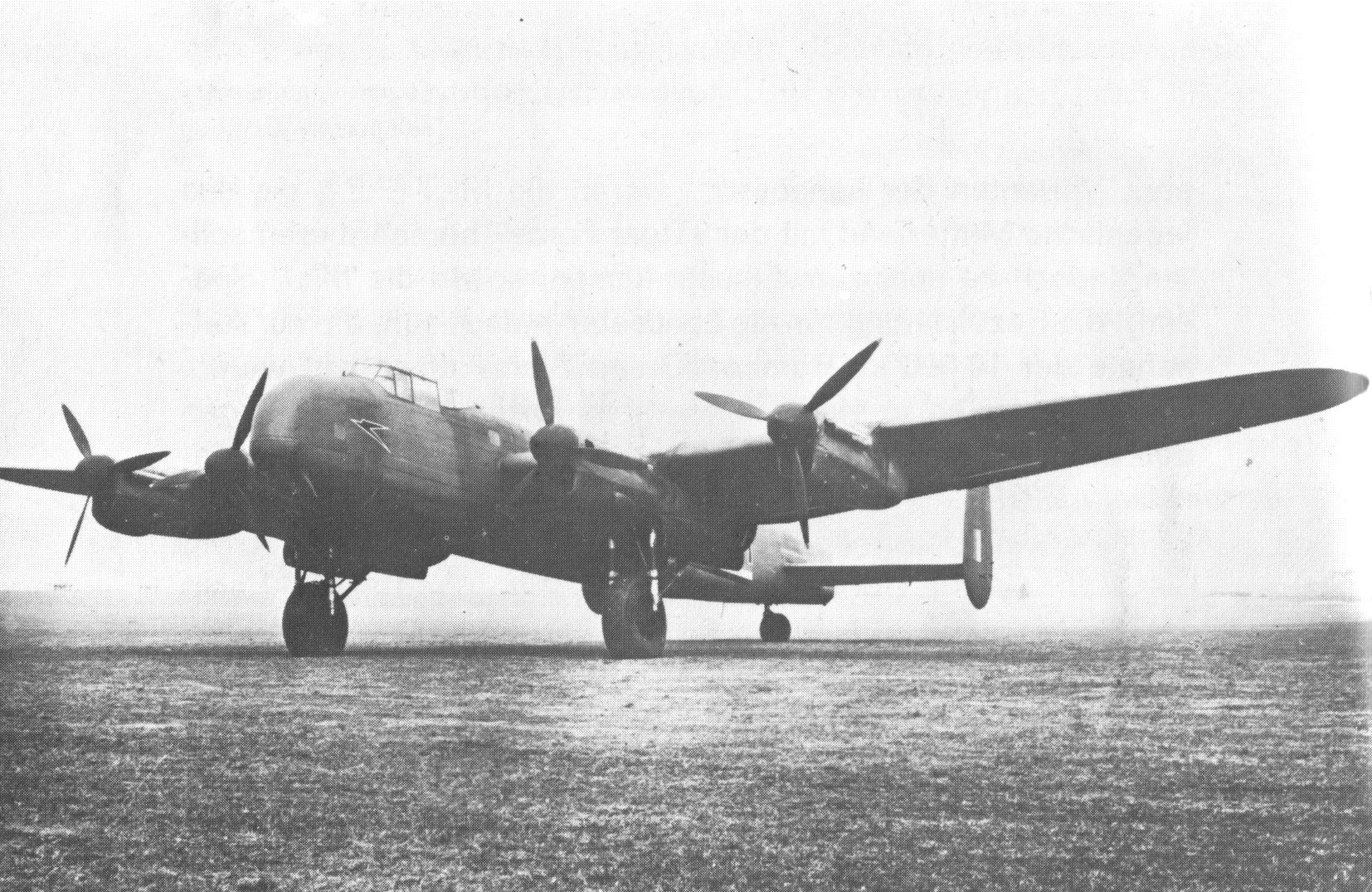
BOACのランカストリアン

アブロ 691 ランカストリアン（Avro 691 Lancastrian）は 、1943年にイギリスで造られた旅客機・輸送機である。爆撃機ランカスターを改造したもので、後に新造もされた。

## 概要
第二次世界大戦中の1943年に、アブロは爆撃機ランカスターをトランス・カナダ航空 (Trans-Canada Airlines) 向けに民間輸送機に転換するため改造した。この改造は成功し、さらに6機のランカスターXが機首の延長、爆弾槽を燃料タンクにするなどして民間機仕様に改造された。
これらの改造はトロントのビクトリー・エアクラフト社で行われた。エンジンはパッカード社製のマーリン38エンジンである。これらの機体はモントリオール - プレストウィックの間の路線で使われた。
1945年に、イギリスのアブロ社で製造されたランカストリアン30機が、英国海外航空（BOAC）に引き渡された。1945年4月23日のデモ・フライトでイギリスからニュージーランドのオークランドまでの21,700kmを平均354km/h（3日と14時間）で飛んだ。
ランカストリアンは元々は爆撃機で胴体の容積が小さく、乗客数9名と旅客機としての使用には適さなかったので、主に郵便輸送やVIPの輸送に使われた。1945年5月末から、BOACのイギリス－オーストリア路線に用いられた。1947年12月18日にカンタス航空が、シドニーからダーウィンとマニラを経由して山口県防府南基地に就航した。

### テスト機
ジェットエンジンやターボプロップエンジンのテスト機としても用いられ、ロールス・ロイス ニーンエンジンをつけたランカストリアンは1946年11月23日にロンドン - パリ間を飛行し、たった41分間の飛行ではあるが、初の国際線ジェット旅客機の栄誉を得たことになる。

## 諸元
- 乗員：5名
- 乗客：9名
- 初飛行：1943年
- 全長：23.4 m
- 全巾：31.1 m
- 全高：5.9 m
- 翼面積：120.5 m2
- 空虚重量：13,800 kg
- 全備重量：29,480 kg
- エンジン：Rolls-Royce Merlin 24
- 出力：1,250 hp(930 kW)
- 最高速度：499km/h @ 1,520m
- 航続距離：6,680 km
- 最高到達高度：7,010 m
- 上昇率：230 m/min
- 翼面荷重：244.6 kg/m2
- 出力/重量比：0.126 kW/kg